# 弗雷维莱尔
弗雷维莱尔（法語：Frévillers）是法国北部-加来海峡大区加来海峡省的一个市镇，属于阿拉斯区欧比尼昂纳图瓦县。该市镇2009年时的人口为239人。

## 人口
弗雷维莱尔人口变化图示
| 数据来源：INSEE |